# داميان نواك
داميان نواك (بالبولندية: Damian Nowak)‏ (14 مايو 1992 في بولندا - ) هو لاعب كرة قدم بولندي في مركز الهجوم. لعب مع بييلسكو بياوا.

## وصلات خارجية
- داميان نواك على موقع قاعدة بيانات كرة القدم.إي يو (الإنجليزية)
- داميان نواك على موقع Soccerway.com (الإنجليزية)